# Lądowisko Bezmiechowa
Lądowisko Bezmiechowa – lądowisko w miejscowości Bezmiechowa Górna, w gminie Lesko, w województwie podkarpackim. Leży około 8 km na północny wschód od Leska. W 2012 r. zostało wpisane na listę lądowisk ULC. Posiada trawiastą drogę startową o długości 630 m.
Użytkownikiem lądowiska jest Akademicki Ośrodek Szybowcowy Politechniki Rzeszowskiej im. Tadeusza Góry.

## Historia
W Bezmiechowej Górnej w okresie II Rzeczypospolitej utworzono – dzięki staraniom studentów Politechniki Lwowskiej – ośrodek szybowcowy (Polska Akademia Szybownictwa). Sprzyjające warunki naturalne, m.in. korzystne prądy termiczne, umożliwiające latanie na tzw. termikę, odkrył pionier polskiego szybownictwa, inżynier Politechniki Lwowskiej Szczepan Grzeszczyk. Lądowisko powstało na terenie wykupionym od jej dotychczasowych właścicieli, państwa Czerkawskich. Tu, w otoczeniu górskiej dzikiej przyrody, swoich sił w tym sporcie próbowała córka marszałka Jadwiga Piłsudska.
Pierwsze zawody szybowcowe zostały tu zorganizowane w 1929 r. W 1930 r. powstała szkoła szybowcowa Aeroklubu Lwowskiego. 22 sierpnia 1936 r. w bazie rozpoczął się modelarski obóz szybowcowy, zorganizowany przez lwowski oddział Ligi Obrony Powietrznej i Przeciwgazowej. Od 1936 do 1939 r. instruktorem szybowcowym w Bezmiechowej był Adam Dziurzyński. Kształciła się tutaj Wanda Modlibowska, która w 1937 r. startując z miejscowego lądowiska ustanowiła rekord świata w długości lotu szybowcowego w kategorii kobiet (ponad dobę w powietrzu).  18 maja 1938 r. wystartował stąd Tadeusz Góra, który po pokonaniu 577,8 km w swobodnym locie na szybowcu PWS-101 (nr rej. SP-1004) wylądował w Solecznikach Małych. Za ten wyczyn Międzynarodowa Federacja Lotnicza przyznała mu 8 stycznia 1939 r. pierwszy w historii medal Lilienthala.
W październiku 1936 r. pod Bezmiechową doszło do wypadku lotniczego, w którym śmierć ponieśli dwaj piloci szybowców.
Stanisław Szczepanowski, inżynier mechanik, podchorąży Wojska Polskiego, zmarł 9 sierpnia 1938 w następstwie obrażeń ciała doznanych w wypadku lotniczym (pilotowany przez niego szybowiec runął na ziemię z wysokości 120 m na skutek oderwania skrzydła).
Śmiertelne wypadki miały też miejsce na szybowisku m.in. 18 października 2007 r., 28 października 2013 r. i 15 sierpnia 2014 r.